# خوش قدم (دوستان)
خوش قدم (بالفارسية: خوش‌قدم) هي مستوطنة تقع في إيران في قسم دوستان الريفي. يقدر عدد سكانها بـ 106 نسمة .